# Kitchener Rangers
Kitchener Rangers je kanadský juniorský klub ledního hokeje, který sídlí v Kitcheneru v provincii Ontario. Založen byl v roce 1963 po přestěhování týmu Guelph Royals do Kitcheneru. Od roku 1963 působí v juniorské soutěži Ontario Hockey League (dříve Ontario Hockey Association). Své domácí zápasy odehrává v hale Kitchener Memorial Auditorium Complex s kapacitou 7 131 diváků. Klubové barvy jsou modrá, červená a bílá.
Nejznámější hráči, kteří prošli týmem, byli např.: Scott Stevens, Mike Richards, Boris Valábik, Gregory Campbell, Michal Dvořák, Paul Coffey, Al MacInnis, Jakub Kindl, Dale Hunter, Steve Mason, Jeff Skinner, Brian Bellows, Mikkel Bødker, Gabriel Landeskog, Yannick Weber, Dominik Kubalík, Justin Azevedo nebo Radek Faksa.

## Úspěchy
- Vítěz Memorial Cupu ( 2× )
  - 1982, 2003
- Vítěz OHL ( 4× )
  - 1980/81, 1981/82, 2002/03, 2007/08

## Přehled ligové účasti
Zdroj: 
- 1963–1975: Ontario Hockey Association
- 1975–1980: Ontario Hockey Association (Emmsova divize)
- 1980–1994: Ontario Hockey League (Emmsova divize)
- 1994–1998: Ontario Hockey League (Centrální divize)
- 1998– : Ontario Hockey League (Středozápadní divize)